# Czercze (obwód iwanofrankiwski)
Czercze (ukr. Черче) – wieś na Ukrainie, w obwodzie iwanofrankiwskim, w rejonie rohatyńskim. Liczy 800 mieszkańców.
W II Rzeczypospolitej wieś w powiecie rohatyńskim województwa stanisławowskiego. 

W lutym i marcu 1944 nacjonaliści ukraińscy z OUN-UPA zamordowali tutaj sześciu Polaków. Pozostali Polacy opuścili swoje domostwa i schronili się w Rohatynie.